# Анадирський лиман

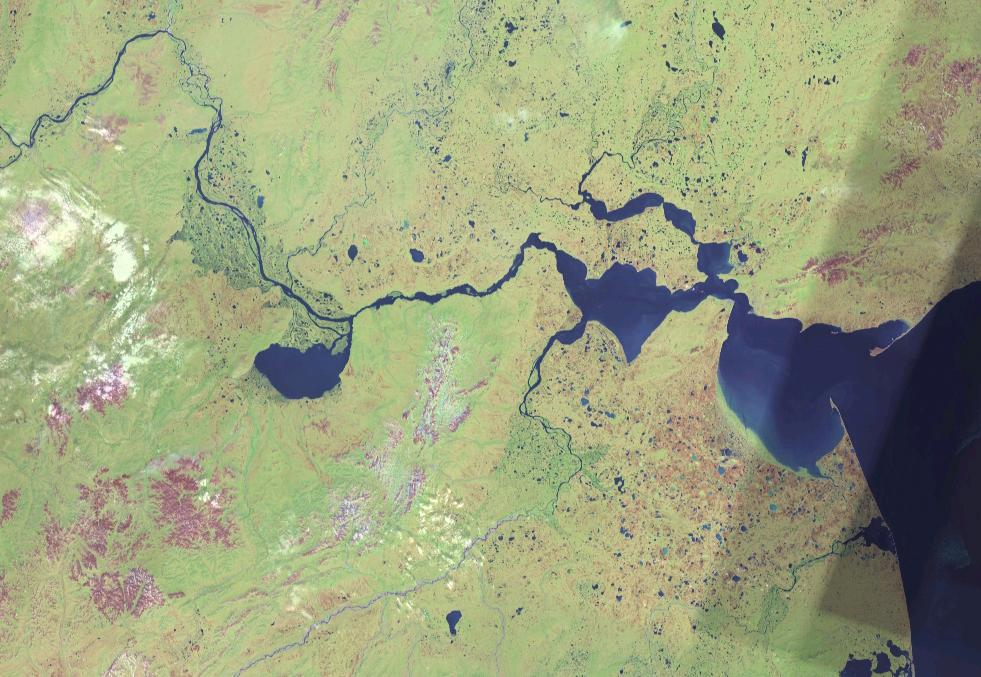
Супутникова світлина Анадирського лиману й околиць, видні коси Руська Кошка і Земля Гека

64°30′ пн. ш. 178°23′ сх. д. / 64.500° пн. ш. 178.383° сх. д.
Анадирський лиман — затока на Чукотці. Є частиною Анадирської затоки Берингового моря. У свою чергу Анадирський лиман має поділ на дві інші великі затоки — затока Онемен, куди впадають впадають річки Анадир і Велика, і Канчаланський лиман, куди впадає річка Канчалан. Анадирський лиман відокремлений від Анадирської затоки двома косами — Руською Кошкою і Землею Гека. Припливно-відпливний режим в Анадирському лимані — правильний півдобовий з висотою припливу до 1,5 м. На берегах лиману знаходяться два великих населених пункти Чукотського автономного округу — місто Анадир і селище Вугільні Копі. У вершині Анадирського лиману біля фарватерного ходу знаходиться маленький скелястий острів Алюмка.